# Прапор Сполучених Штатів Америки
Прапор Сполучених Штатів Америки (англ. Flag of the United States) — один із державних символів США. Полотнище прапора складається із 13 червоних і білих горизонтальних смуг (7 червоних і 6 білих). У крижі розташований синій прямокутник із білими п'ятипроменевими зірками, кількість яких дорівнює кількості штатів —  50. Останню зірку було внесено до прапора 1960 року, у зв'язку із отриманням Гаваями статусу штату.
13 смуг означають 13 колишніх колоній, які відповідно до Декларації незалежності США, ухваленої 4 липня 1776 року 2-м Континентальним конгресом представників британських колоній у Північній Америці, об'єдналися й утворили Сполучені Штати Америки (Вірджинія, Делавер, Джорджія, Массачусетс, Меріленд, Нью-Гемпшир, Нью-Йорк, Нью-Джерсі, Пенсільванія, Род-Айленд, Коннектикут, Південна і Північна Кароліна).

Прапор Бетсі Росс

Дизайн прапора було запропоновано депутатом із Нью-Джерсі Френсісом Гопкінсоном (Francis Hopkinson). 13 зірок у синьому кантоні прапора утворювали коло. Цей прапор увійшов в історію як «прапор Бетсі Росс». Вважається, що його виготовила швачка удова Елізабет Росс (англ. Betsy Ross). Кожен школяр у США знає це ім'я, її невеликий будинок у Філадельфії нині став національним музеєм. У вересні 1777 року новий прапор вперше було використано у бою (оборона форту Стенуїкс).
Можливо, на остаточний вигляд прапора вплинув особистий герб родини Вашингтон: у червоному полі срібна балка з трьома червоними зірками. Сам Вашингтон пояснював вибір прапора так: «Ми взяли зірки з небес; червоний колір означає країну, звідки ми припливли; білі смуги на червоному — це символ того, що ми відокремилися від неї, а смуги мають символізувати волю прийдешніх поколінь». Червоний колір також символізує доблесть, сміливість і ретельність; білий — чистоту, незайманість, чесність, волю; а синій — стійкість, вірність, наполегливість і справедливість. Зірки символізують суверенітет.

## Дизайн

### Специфікація
Специфікація подає таке значення:
- Ширина прапора: A = 1,0
- Довжина прапора: B = 1,9
- Ширина області зірок: C = 0,5385 (A × 7/13, займає сім смуг)
- Довжина області зірок: D = 0,76 (B × 2/5, дві п'яті довжини прапора)
- E = F = 0,0538 (C/10, одна десята ширини області зірок)
- G = H = 0,0633 (D/12, одна дванадцята довжини області зірок)
- Діаметр зірки: K = 0,0616
- Ширина смуги: L = 0,0769 (A/13, одна тринадцята ширини прапора)

Ці специфікації містяться в урядовому розпорядженні, яке регулює лише прапори, зроблені для федерального уряду США. Проте на практиці практично всі національні прапори США відповідають цій специфікації або близькі до неї.

### Кольори
Прапор США примітний тим, що синій колір в нім набагато темніше синього, використовуваного в прапорах інших держав. Офіційно цей відтінок синього іменується Navy Blue (Військово-морський Синій). Це пояснюється з практичної точки зору: у XVIII ст. ще не було стійких фарбників, і «нормальний» синій швидко вицвітав би до блідо-блакитного; прапор же густого, темного синього кольору довго зберігав свої властивості. З тієї ж причини червоний на американському прапорі також темніший за червоний на прапорах інших країн, хоча й не такою мірою. Точні відтінки червоного, білого й синього, які використовуються в прапорі, визначаються так:
| Колір    | Standard Color Cards of America | В системі Пантон | Кольори в Web | RGB значення  |
| -------- | ------------------------------- | ---------------- | ------------- | ------------- |
| Червоний | 70180                           | 193              | #BF0A30       | (191,10,48)   |
| Білий    | 70001                           |                  | #FFFFFF       | (255,255,255) |
| Синій    | 70075                           | 282              | #002868       | (0,40,104)    |

## Історія
Державний прапор США — один із найстаріших національних штандартів у світі. Хоча немає документальних доказів, які підтверджували б авторство дизайну першого «зірково-смугастого», проте історики вважають, що Френсіс Гопкінсон, чий підпис серед інших стоїть під Декларацією незалежності, вніс зміни до дизайну існуючого неофіційного Континентального прапора і він став таким, яким ми його зараз знаємо. Генерал Джордж Вашингтон підняв прапор Континентальної армії в 1776 році — з червоно-білими смугами і британським «Юніон-Джеком» на тому місці, де сьогодні зображено зірки.
Декілька модифікацій прапора з 13 смугами використовувалися з 1776 по 1777 роки, поки Конгрес не затвердив офіційний прапор 14 червня 1777 року — тепер цей день відзначається як День прапора. Постанова свідчила: «Прапор тринадцяти сполучених штатів складається з 13 смуг, що чергуються червоним і білим кольорами, і 13 білих зірок на синьому полі, що представляють нове сузір'я». А Вашингтон пояснював дизайн по-своєму: «Зірки ми взяли з небес, червоний колір — колір нашої батьківщини, білі смуги, які його розділяють, означають, що ми відокремилися від неї; ці білі смуги увійдуть до історії як символ свободи».
Уперше прапор був використаний в битві при Брендіуайні, Пенсильванія, у вересні 1777 року. А над іноземною територією він був уперше піднятий на початку 1778 року, і сталося це в Нассау на Багамських островах, де американці захопили британський форт. Ім'я «Стара слава» прапор отримав 10 серпня 1831 року — так його назвав капітан Вільям Драйвер. Прапор мінявся 26 разів з тієї миті, як його вперше прийняли 13 колоній. Найдовше — протягом 47 років — використовувався варіант прапора з 48 зірками, і лише після 4 липня 2007 р. нинішній 50-зірковий прапор побив цей рекорд.
На момент підписання Декларації незалежності, 4 липня 1776 року, Сполучені Штати не мали офіційного національного прапора. Прапор Великого Союзу традиційно називають «Першим національним прапором», хоча він ніколи не мав офіційного статусу, а використовувався Джорджем Вашингтоном у Війні за незалежність і послужив основою при розробці першого офіційного прапора США.

## Історія змін прапора
Прапори Сполучених Штатів Америки:
| №  | Число зірок | Зображення | Штати, представлені новими зірками                           | Дати використання                           | Тривалість в роках (місяцях) |
| -- | ----------- | ---------- | ------------------------------------------------------------ | ------------------------------------------- | ---------------------------- |
| 0  | 0 13        |            | 13 колоній 13 початкових штатів (Прапор Серапіса)            | 3 грудня 1775 — 14 червня 1777 жовтень 1779 | 1 (18)                       |
| 1  | 13          |            | 13 початкових штатів                                         | 14 червня 1777 — 1 травня 1795              | 18 (215)                     |
| 2  | 15          |            | Кентуккі, Вермонт                                            | 1 травня 1795 — 3 липня 1818                | 23 (278)                     |
| 3  | 20          |            | Індіана, Луїзіана, Міссісіпі, Огайо, Теннессі                | 4 липня 1818 — 3 липня 1819                 | 1 (12)                       |
| 4  | 21          |            | Іллінойс                                                     | 4 липня 1819 — 3 липня 1820                 | 1 (12)                       |
| 5  | 23          |            | Алабама, Мен                                                 | 4 липня 1820 — 3 липня 1822                 | 2 (24)                       |
| 6  | 24          |            | Міссурі                                                      | 4 липня 1822 — 3 липня 1836                 | 14 (168)                     |
| 7  | 25          |            | Арканзас                                                     | 4 липня 1836 — 3 липня 1837                 | 1 (12)                       |
| 8  | 26          |            | Мічиган                                                      | 4 липня 1837 — 3 липня 1845                 | 8 (96)                       |
| 9  | 27          |            | Флорида                                                      | 4 липня 1845 — 3 липня 1846                 | 1 (12)                       |
| 10 | 28          |            | Техас                                                        | 4 липня 1846 — 3 липня 1847                 | 1 (12)                       |
| 11 | 29          |            | Айова                                                        | 4 липня 1847 — 3 липня 1848                 | 1 (12)                       |
| 12 | 30          |            | Вісконсин                                                    | 4 липня 1848 — 3 липня 1851                 | 3 (36)                       |
| 13 | 31          |            | Каліфорнія                                                   | 4 липня 1851 — 3 липня 1858                 | 7 (84)                       |
| 14 | 32          |            | Міннесота                                                    | 4 липня 1858 — 3 липня 1859                 | 1 (12)                       |
| 15 | 33          |            | Орегон                                                       | 4 липня 1859 — 3 липня 1861                 | 2 (24)                       |
| 16 | 34          |            | Канзас                                                       | 4 липня 1861 — 3 липня 1863                 | 2 (24)                       |
| 17 | 35          |            | Західна Вірджинія                                            | 4 липня 1863 — 3 липня 1865                 | 2 (24)                       |
| 18 | 36          |            | Невада                                                       | 4 липня 1865 — 3 липня 1867                 | 2 (24)                       |
| 19 | 37          |            | Небраска                                                     | 4 липня 1867 — 3 липня 1877                 | 10 (120)                     |
| 20 | 38          |            | Колорадо                                                     | 4 липня 1877 — 3 липня 1890                 | 13 (156)                     |
| 21 | 43          |            | Айдахо, Монтана, Північна Дакота, Південна Дакота, Вашингтон | 4 липня 1890 — 3 липня 1891                 | 1 (12)                       |
| 22 | 44          |            | Вайомінг                                                     | 4 липня 1891 — 3 липня 1896                 | 5 (60)                       |
| 23 | 45          |            | Юта                                                          | 4 липня 1896 — 3 липня 1908                 | 12 (144)                     |
| 24 | 46          |            | Оклахома                                                     | 4 липня 1908 — 3 липня 1912                 | 4 (48)                       |
| 25 | 48          |            | Аризона, Нью-Мексико                                         | 4 липня 1912 — 3 липня 1959                 | 47 (564)                     |
| 26 | 49          |            | Аляска                                                       | 4 липня 1959 — 3 липня 1960                 | 1 (12)                       |
| 27 | 50          |            | Гаваї                                                        | 4 липня 1960 — до сьогодні                  | 55 (654)                     |

Прапори Конфедеративних Штатів Америки, які використовувалися півднем під час громадянської війни в США:
| Прапор | Прийнятий              | Скасований             |
| ------ | ---------------------- | ---------------------- |
|        | 4 березня 1861 року    | 21 травня 1861 року    |
|        | 21 травня 1861 року    | 2 липня 1861 року      |
|        | 2 липня 1861 року      | 28 листопада 1861 року |
|        | 28 листопада 1861 року | 1 травня 1863 року     |
|        | 1 травня 1863 року     | 4 березня 1865 року    |
|        | 4 березня 1865 року    | 10 квітня 1865 року    |

## Вивішування і використання прапора
Прапор зазвичай піднятий цілий рік на більшості громадських будівель. Деяке приватне використання є цілорічним, але стає широко поширеним у цивільні свята, як-от День пам'яті, День ветеранів, Президентський день, і у День незалежності.
Що забороняється робити з прапором
- приспускати на знак пошани до людини або предмета, навіть якщо прапори штатів, військові прапори і інші прапори приспускаються на їх честь;
- виставляти його кантоном вниз, за винятком подачі сигналу лиха;
- виставляти прапор так, щоб він зачіпав що-небудь розташоване під ним: землю, підлогу, воду, інші предмети;
- нести держак прапора горизонтально (прапор завжди повинен нестись під кутом);
- закріплювати і виставляти прапор так, щоб він міг ушкодитися або забруднитися;
- писати і малювати щось на прапорі;
- загортати щось у прапор;
- використовувати як одяг, постільну білизну і драпіровки, використовувати в костюмі або на спортивній формі (в той же час зображення прапора може бути пришите до форми членів патріотичних організацій, військових, поліцейських і пожежників);
- використовувати прапор для реклами і просування товарів;
- друкувати його зображення на серветках, коробках та інших предметах одноразового використання.

### Правила відношення і вивішування прапора
Публічний Закон 94-344, відомий як Кодекс прапора США, визначає правила відношення і вивішування державного прапора США. Хоча федеральне законодавство не передбачає жодних покарань за неправильне використання прапора, кожен штат має свій власний закон про прапор і може карати порушників. Федеральне законодавство ясно формулює, що прапор є важливим державним символом. У відповідь на вирішення Верховного Суду про визнання неконституційною заборону спалювання прапора законодавством штатів, Конгрес прийняв у 1989 році Акт на захист прапора. У нім говориться: той, хто навмисне поганить прапор, може бути оштрафований та/або позбавлений волі терміном до одного року. Проте цей акт був оскаржений у 1990 році Верховним Судом, який виніс ухвалу, що він порушує свободу слова, гарантовану Першою поправкою США.

### Особливі дні для вивішування
Прапор вивішується в такі дні:
- Січень: 1 (Новий рік) і 20 (день інавгурації)
- Лютий: 12 (день народження Авраама Лінкольна) і 3-й понеділок (Президентський день, спочатку — день народження Джорджа Вашингтона)
- Травень: 3-я субота (День збройних сил)
- Червень: 14 (День прапора)
- Липень: 4 (День незалежності)
- Вересень: 1-й понеділок (День Праці) і 17 (День конституції)
- Жовтень: 2-й понеділок (День Колумба) і 27 (День військово-морського флоту)
- Листопад: 11 (День ветеранів) і 4-й четвер (День подяки)
- будь-які інші дні, які можуть бути оголошені Президентом США; дні народження штатів; державні свята.

### Вивішування приспущеного прапора
На федеральних державних установах прапор має бути приспущений наполовину в такі дні:
- 15 травня — День пам'яті охоронців порядку (США).
- Останній понеділок травня — День пам'яті (до полудня).
- 27 липня — День ветеранів корейської війни.
- 11 вересня — День патріота (США)[7]
- 7 грудня — День пам'яті Перл-Гарбора.
- На 30 днів — смерть президента або колишнього президента.
- На 10 днів — смерть віцепрезидента, голову Верховного суду (або у відставці) або спікера Палати представників
- Від смерті до дня поховання — член Верховного суду, член уряду, колишній віцепрезидент, тимчасовий голова Сенату, лідерів партії більшості або меншості Сенату і Палати представників. Також для федеральних установ в межах держави або території, для губернатора.
- Наступного дня після смерті — сенаторів, членів Конгресу, територіальних делегатів або комісар-резидентів у Співдружності Пуерто-Рико.

### Правильне згортання для зберігання

Згортання прапора США

Хоча не є частиною офіційного Кодексу прапора, відповідно до військового звичаю якщо прапор не використовується, то він повинен бути згорнутий в трикутну форму. (На Філіппінах, колишній американській території, також є такий звичай при складанні свого прапора.) Прапор згортається таким чином:

### Ритуали
Кожного ранку школярі і вихованці дитячих садків на всій території США під керівництвом і за безпосередньої участі вчителів або вихователів виголошують клятву вірності прапору США (незважаючи на те, що Верховний суд США ще в 1943 році постановив, що дітей не можна змушувати до прочитання клятви). З практики окружного федерального суду в Сан-Франциско також відомо, що коли клятву зачитували в класній кімнаті, учениці, що відмовилася виголошувати необхідні слова, був запропонований «неприємний вибір між участю і вираженням протесту».
У той же час відомо, що практика вживання ритуалу вельми всіляка. Так, наприклад, у штаті Техас, окрім клятви вірності американському прапору, виголошується аналогічна клятва вірності прапору штату Техас. У штаті Міссурі школярі виголошують клятву не щодня, а раз на тиждень, а в штаті Міссісіпі — раз на місяць..
З п'ятдесяти американських штатів у тридцяти трьох клятва вірності законодавчо затверджена до вимовлення, причому в одинадцяти з них виголошується початковий варіант клятви, де Бог не згадується. У шести штатах клятва до вимовлення не рекомендована, а в останніх одинадцяти — адміністрація кожної школи вирішує це питання самостійно.